# Manuel Herrera y Obes
Manuel Herrera y Obes (Montevidéu, 4 de junho de 1806 — Montevidéu, 16 de setembro de 1890) foi um político e diplomata uruguaio, pertencente ao Partido Colorado.

## Biografia
Foi deputado na Câmara dos Representantes em três ocasiões: entre 1839 e 1841, representando o departamento de Paysandú; entre 1841 e 1843, representando Montevidéu; e entre 1843 e 1846, representando novamente o mesmo departamento. Atuou também como Ministro das Relaciones Exteriores, durante os governos de Joaquín Suárez, Lorenzo Batlle e Máximo Santos. Além disso, foi Ministro da Fazenda durante o governo de Juan Francisco Giró. Integrou o Senado do Uruguai em duas ocasiões: em 1863 e 1887.
Atuou como reitor da Universidade da República em duas ocasiões, entre 1850 e 1852, e entre 1854 e 1859, onde destacou-se por inaugurar a cátedra de Jurisprudência, além da criação de novos serviços, como aulas de Medicina, Comércio e Agricultura.
Seu filho, o também político Julio Herrera y Obes, foi presidente do Uruguai entre 1890 e 1894.